# Prêmio Multishow de Música Brasileira 2012
O Prêmio Multishow de Música Brasileira 2012 foi realizado no dia 18 de setembro de 2012 e transmitido ao vivo do Arena Multiúso no Rio de Janeiro pelo canal. A cerimônia foi apresentada por Ivete Sangalo e Paulo Gustavo. 
Neste ano um superjúri, composta de 11 personalidades debateram e escolheram os melhores nas categorias Revelação, Melhor Show e Melhor Disco e um júri especializado, especialistas da indústria fonográfica, votaram em 5 categorias: Versão do Ano, Novo Hit, Clipe, Projeto Paralelo e Música Compartilhada.

## Indicados
| Categoria       | Vencedor                         | Indicados |
| --------------- | -------------------------------- | --- |
| Melhor Cantor   | Thiaguinho                       | Michel Teló Luan Santana Di Ferrero Gusttavo Lima Thiaguinho |
| Melhor Cantora  | Ivete Sangalo                    | Paula Fernandes Pitty Ana Carolina Maria Gadú Ivete Sangalo |
| Melhor Grupo    | NX Zero                          | Banda Calypso Sorriso Maroto Fresno Aviões do Forró NX Zero |
| Melhor Música   | Ana Carolina - "Problemas"       | Luan Santana - "Nêga" Ivete Sangalo - "Darte" Marisa Monte - "Depois" Fiuk & Jorge Ben Jor - "Quero Toda Noite" Ana Carolina - "Problemas"                      |
| Melhor Show     | Paula Fernandes                  | Jorge e Mateus Luan Santana O Rappa Jota Quest Paula Fernandes                                                                                                  |
| Experimente     | Banda Tereza                     | Banda Dorgas Banda Volk Banda Baleia Banda Valetes Banda Tereza                                                                                                 |
| Música-Chiclete | Michel Teló - "Ai Se Eu Te Pego" | Sorriso Maroto - "Assim Você Mata o Papai" Gaby Amarantos - "Ex Mai Love" Gusttavo Lima - "Balada" Restart - "Menina Estranha" Michel Teló - "Ai Se Eu Te Pego" |

### Indicados Júri Especializado[3]
| Categoria            | Vencedor                             | Indicados |
| -------------------- | ------------------------------------ | --- |
| Novo Hit             | Gaby Amarantos - "Ex Mai Love"       | Tulipa Ruiz - "Dois Café" Tulipa Ruiz - "É" Gaby Amarantos - "Ex Mai Love" |
| Versão do Ano        | Cícero - "Conversa de Botas Batidas" | Bonde do Rolê - "Babydoll de Nyllon" Banda Uó - "Rosa (Last Night)" Cícero - "Conversa de Botas Batidas"                                                                                       |
| Clipe do Ano         | O Terno - "66"                       | Criolo - "Mariô" Mallu Magalhães - "Velha e Louca" O Terno - "66" |
| Música Compartilhada | Cícero - "Canções de Apartamento"    | Lucas Santtana - "O Deus Que Devasta Mas Também Cura" Tulipa Ruiz - "Tudo Tanto" Cícero - "Canções de Apartamento"                                                                             |
| Projeto Paralelo     | Agridoce - Pitty e Martin Mendonça   | Los Sebozos Postizos - Dengue, Jorge do peixe, Lucio maia e Pupillo (Nação Zumbi) Passo Torto - Rômulo Fróes, Kiko Dinucci, Rodrigo Campos e Marcelo Cabral Agridoce - Pitty e Martin Mendonça |

### Indicados Superjúri[4]
| Categoria         | Vencedor                   | Indicados                                                                                              |
| ----------------- | -------------------------- | --- |
| Artista Revelação | Gang do Eletro             | Cícero Silva Gang do Eletro                                                                            |
| Melhor Show       | Gal Costa - "Recanto"      | Marcelo Camelo - "Voz e Violão" Marisa Monte - "Verdade, Uma Ilusão" Gal Costa - "Recanto"             |
| Melhor Disco      | Tulipa Ruiz - "Tudo Tanto" | Lucas Santtana - "O Deus Que Devasta Mas Também Cura" Gal Costa - "Recanto" Tulipa Ruiz - "Tudo Tanto" |

### Mais Mais
- Michel Teló[5]

## Shows
| Shows do PMMB 2012 |
| --- |
| Capital Inicial e Selvagens à Procura de Lei - "Fátima"/ "Mucambo Cafundó"                                                                                           |
| Gaby Amarantos, Lia Sophia e Felipe Cordeiro - "Ex Mai Love"/ "Ai Menina"/ "Ela Tá no Ár"                                                                            |
| Ana Carolina e Jesuton - "Simplesmente Aconteceu"/ "É Isso Aí" |
| Thiaguinho e Walmir Borges - "Eu Sou o Cara Pra Você"/"Totalmente Diferente"                                                                                         |
| Erasmo Carlos e Filhos da Judith - "Que Vá Tudo Pro Inferno"/"Drive N' Beat"                                                                                         |
| Paula Fernandes e Michel Teló com Patrícia & Adriana - "Pássaro de Fogo"/"Humilde Residência"/"Moreninha Linda"/"Cabelo Loiro"/"Viva a Vida"/"A Minha Vida (My Way)" |
| Arnaldo Antunes, Nando Reis e O Terno - "66"/"Pra Você Guardei o Amor"/"A Casa é Sua"                                                                                |
| Maria Gadú e Dani Black - "Pega de Jeito"/"Linha Tênue" |
| Agridoce e Cícero - "Dançando"/"Tempo de Pipa" |
| Ivete Sangalo e Filhos de Jorge - "Pensando em nós dois"/"No Brilho Desse Olhar"                                                                                     |
| Ivete Sangalo e Paulo Gustavo - "Bagaço da Laranja"/"O Que é, O Que é?"                                                                                              |